# Вандер, Кристиан
Кристиан Вандер (21 февраля 1948) — французский барабанщик, музыкант, основатель группы «Магма», которая положила начало направлению Дзёль в музыке.
Отчим Кристиана (Морис Вандер) был джазовым пианистом. Вандер увлекался как джазовой, так и классической музыкой. Поначалу играл в разных ритм-н-блюз коллективах, в том числе и в «Chinese», где познакомился с Бернаром Паганотти (будущим бас-гитаристом «Магмы»).
В 1969 году Вандер основал группу «Магма». Для своей группы Вандер изобрёл специальный кобайский язык и фантастическую планету Кобайя, которой посвящены песни группы.
В 1979 году Вандер создаёт Alien Quartet, а затем Трио. В 1983 году появляется дополнительный состав «Магмы», то есть, фактически, новый проект — Offering. Музыка стала более акустической, композиция — более импровизационной, с поистине космическими вокальными партиями. В 1992—95 годах Вандер руководит группой Les Voix De Magma, составленной из дюжины музыкантов и певцов.
Был женат на певице Стелле Вандер, которая выступала как в группе Магма, так и вне её.